# Bullowanthura crebrui
Bullowanthura crebrui är en kräftdjursart som beskrevs av Johann-Wolfgang Wägele 1985. Bullowanthura crebrui ingår i släktet Bullowanthura och familjen Leptanthuridae.
Artens utbredningsområde är havet kring Nya Zeeland. Inga underarter finns listade i Catalogue of Life.